# Тимочка област
Тимочка област је била административна јединица Краљевине Срба, Хрвата и Словенаца.
Позната под именом Тимочка Крајина.

## Географија
У области су мање целине: Кључ, Крајина, Заглавак, Пореч, Црна Река и Кучај.
Тимочка област обухвата десно поријечје Дунава и поријечје Тимока. Настала је спајањем ранијих округа Крајинског и Тимочког (део Крајинског округа северно од Жагубице је припао Пожаревачкој области?).
Административна подела
Област је садржавала срезове:
- Заглавски (Књажевац)
- Зајечарски
- Кључки (Кладово)
- Крајински (Салаш)
- Бољевачки
- Брзопаланачки (Јабуковац)
- Неготински
- Поречки (Доњи Милановац)
- Тимочки (Краљево Село)

## Велики жупани
- Милорад Николић од 1927.
- Божа Крстић до 1927.[2]